# Мешари

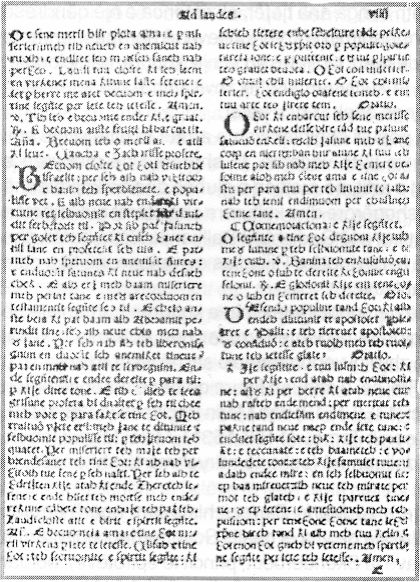
Страница Мешари

Мешари (алб. Meshari) — название первой печатной книги на албанском языке. В настоящее время существует в единственном экземпляре.

## История
Книга была издана предположительно в Венеции в 1555 году католическим епископом Гёном Бузуку. Мешари была обнаружена в 1740 году в Скопье, через некоторое время сведения о ней были утеряны. В 1910 году копия книги была обнаружена католическим епископом Лузи Скирои. В 1930 году была сделана фотокопия книги и в 1968 году книга была опубликована с комментариями учёных.
В настоящее время оригинал книги хранится в библиотеке Ватикана. Ватиканский экземпляр не содержит титула книги и первых 16 страниц.

## Описание
Книга является переводом на албанский язык основных частей католической литургии, поэтому албанское название книги происходит от латинского названия богослужебной книги Missale. Книга также содержит список главных католических праздников, молитвы, литанию святым, отрывки из Библии и тридентский катехизис. Объём книги составляет 188 страниц, каждая из которых разделена на два столбца.
Книга написана латиницей на северном (гегском) диалекте албанского языка с использованием видоизменённой кириллической буквы Ћ.

## Издания
- Gjon Buzuku, Il Messale di Giovanni Buzuku. Riproduzione, traduzione e trascrizione a cura di Namik Ressuli. Città del Vaticano : Biblioteca Apostolica Vaticana, 1958
- Gjon Buzuku, Meshari I Gjon Buzukut : (1555). Botim kritik punuar nga Eqrem Cabej. Tirane : Universiteti shteteror. Instituti i historise e i gjuhesise, 1968.

## Разное
- В 2005 году почта Республики Македония выпустила почтовую марку в память 450-летия Мешари[2].

## Источник
- Giuseppe Schirò, «Il Messale», in Dizionario Bompiani delle opere e dei personaggi, vol. V Isc-Mia, p. 5526, Corriere della Sera, 2005, ISSN 182578870
- Eqrem Çabej, Gjon Buzuku dhe gjuha e tij. Prishtine : Rilindja, 1977
- Martin Camaj, Il Messale di Gjon Buzuku : contributi linguistici allo studio della genesi. Roma : Shejzat, 1960
- Buzuku dhe gjuha e tij. Redaksia Enver Hysa et al. Tirane : Akademia e shkencave e shqiperise. Institut i gjuhesise dhe i letersise, 2005